# EU Nations Clubs Men Cup
EU Nations Clubs Cup (EU Nations Clubs Men Cup) ili EU Nations Club Cup (EU Nations Men Club Cup), zvan još EU Nations Clubs (Men) Tournament ili EU Nations Clubs (Men) Water Polo Tournament ili EU Nations Water Polo Cup – (Men) Clubs Tournament
Natjecanje su osnovali Češka, Danska, Irska, Švicarska. Natjecanje je osnovano kao EU Nations Cup, odnosno natjecanje za reprezentacije nakon ukidanja Europskog B prvenstva u vaterpolu. Kasnije je pridodano i natjecanje za klubove.
Prva sezona natjecanja bila je 2016.
U isto vrijeme održava se i ženski turnir.

## Popis klubova koji su sudjelovali (2016. – 2022.)
U zagradi je godina prvog sudjelovanja.
Poredani abecedno prvo po sjedištu kluba pa zatim po nazivu, preskačući oznaku vrste kluba.
Napomena 1: U izvorima se neki klubovi navode pod različitim nazivima ili inačicama naziva - ovdje su navedeni svi takvi nazivi.
Napomena 2: Klubovi iz Velike Britanije za neka izdanja navode se na službenoj stranici kao klubovi iz VB, a za druga izdanja kao klubovi iz država sastavnica; također se u potonjem slučaju, iz nejasnog razloga, klubovima iz VB mijenja država-predstavnik kluba ovisno o izdanju, npr. engleski klub CSWPC se navodi jedne sezone kao engleski, a druge irski predstavnik - ovdje su klubovi razvrstani po geografskoj lokaciji i to se primjenjuje i u donjoj tablici "izdanja".
Austrija
- ASV Wien, Beč (2016.)
- WBC Tirol, Innsbruck (2019.)

Belgija
- Antwerpse WP / KAZSc Antwerp, Antwerp (2018.)
- RSC Mechelen, Mechelen (2022.)
- RDM Mouscron, Moeskroen (2019.)

Češka
- Češka reprezentacija (2022.)
- SK Slavia Praha / SKS Praha, Prag (2016.)
- UKVP Stepp Praha, Prag (2017.)

Danska
- FREM Odense / FREM Waterpolo, Odense (2017.)
- Slagelse SK, Slagelse (2018.)

Engleska
- Cheltenham SWPC / CSWPC, Cheltenham (2017.)
- Solihull WP, Solihull (2018.)
- Invicta WPC, Swanley (London)[13][14] (2019.)

Irska
- St Vincent's Waterpolo Club, Dublin (2016.)

Izrael
- Tel Aviv WPC[15] ili Hapoel Sharks Petah Tikva[16], ?? (2019.)

Latvija
- Riga Sharks, Riga (2019.)

Litva
- EVK Žaibas / VK Žaibas Elektrėnai, Elektrėnai (2018.)

Luksemburg
- Luxembourg All Stars (2022.)

Njemačka
- OSC Potsdam, Potsdam (2022.)

Poljska
- WTS Polonia Bytom / WTS Bytom, Bytom (2022.)

SAD
- Los Angeles AC / LAAC, Los Angeles (2017.)

Slovačka
- KVP Kúpele Piešťany / KVP Piešťany, Piešťany (2018.)
- PVK Vrútky, Vrútky (2017.)

Švedska
- Järfälla Vattenpolo / Järfälla VP, Järfälla (2016.)

Tajland
- Bangkok WPC, Bangkok (2019.)

Wales
- Welsh Wanderers / Welsh Wanderers WPC, Cardiff (2022.)

## Izdanja
Kazalo
* U zagradi je broj klubova, odnosno država, koji je inicijalno trebao sudjelovati na turniru; izbačeni ili odustali.
| Lokacija | Godina   | Broj * država | Broj * klubova | Broj * klubova | Prvaci            | rez. | #2            | #3                | #4                                  | #1 nakon osnovnog dijela                                | Ref                                                                   |
| Lokacija | Godina   | Broj * država | liga           | doigr.         | Prvaci            | rez. | #2            | polufinalisti     | polufinalisti                       | #1 nakon osnovnog dijela                                | Ref                                                                   |
| -------- | -------- | ------------- | -------------- | -------------- | ----------------- | ---- | ------------- | ----------------- | ----------------------------------- | ------------------------------------------------------- | --------------------------------------------------------------------- |
|          | 2023.    |               |                |                |                   |      |               |                   |                                     |                                                         |                                                                       |
| Prag     | 2022.    | 7             | 8              | 4              | EVK Žaibas        | 23:7 | UKVP Stepp    | KVP Piešťany      | RSC Mechelen                        | grupe A i B                                             | [ 17 ] [ 18 ]                                                         |
|          | 2021.    |               |                |                |                   |      |               |                   |                                     |                                                         |                                                                       |
| Prag     | 2020. ?? |               |                |                | EVK Žaibas        |      |               |                   |                                     |                                                         | [ 19 ] [ 20 ]                                                         |
| Prag     | 2019.    | 10            | 12             | 4              | EVK Žaibas [––]   | –    | FREM [––]     | RDM Mouscron [––] | Invicta WPC [––]                    | grupe A, B, C i D → grupe E(1.-4.), F(5.-8.), G(9.-12.) | [ 21 ] [ 22 ] [ 23 ] [ 24 ] [ 25 ] [ 26 ] [ 27 ] [ 28 ] [ 29 ] [ 30 ] |
| Prag     | 2018.    | 9             | 10             | 2              | Los Angeles AC    |      | Solihull WP   | UKVP Stepp        | Cheltenham SWPC                     | grupe A i B                                             | [ 31 ] [ 32 ] [ 33 ]                                                  |
| Prag     | 2017.    | 7             | 8              | 4              | SK Slavia         | 13:9 | FREM          | Cheltenham SWPC   | ASV Wien                            | grupe A i B                                             | [ 34 ] [ 35 ] [ 36 ] [ 37 ] [ 38 ] [ 39 ] [ 40 ]                      |
| Prag     | 2016.    | 4             | 4              | –              | SK Slavia [3–0–0] | –    | ASV Wien [––] | [––]              | Järfälla [0–1–2], St Vincent's [––] | –                                                       | [ 41 ] [ 42 ] [ 43 ] [ 44 ] [ 45 ] [ 46 ] [ 47 ] [ 48 ] [ 49 ]        |

### Vječna ljestvica
zaključno sa izdanjem 2022. 
| Nepoznata kratica »« | Klub           | Sjedište    | Prvak | Drugi | TOP4 | Ostali nazivi; Napomene |
| -------------------- | -------------- | ----------- | ----- | ----- | ---- | ----------------------- |
|                      | EVK Žaibas     | Elektrėnai  | 2ili3 | 0     |      |                         |
|                      | SK Slavia      | Prag        | 2     | 0     |      |                         |
|                      | Los Angeles AC | Los Angeles | 1     | 0     |      |                         |
|                      | FREM           | Odense      | 0     | 2     |      |                         |
|                      | UKVP Stepp     | Prag        | 0     | 1     |      |                         |
|                      | ASV Wien       | Beč         | 0     | 1     |      |                         |
|                      | Solihull WP    | Solihull    | 0     | 1     |      |                         |

## Nagrade
| Sezona | MVP                        | Najbolji strijelac             |
| ------ | -------------------------- | ------------------------------ |
| 2023.  | ()                         | ()                             |
| 2022.  | Jan Bakulo (EVK Žaibas)    | Vladyslav Dulin (RSC Mechelen) |
| 2021.  | ()                         | ()                             |
| 2020.  | ()                         | ()                             |
| 2019.  | ()                         | Julius Goštautas (EVK Žaibas)  |
| 2018.  | Jake Vincent (Solihull WP) | Tomáš Kostelník (UKVP Stepp)   |
| 2017.  | Maxim Secrieru (FREM)      | László Surányi (ASV Wien)      |
| 2016.  | Eoin Nolan (St Vincent's)  | Carlos Cussotto (SK Slavia)    |

## Vanjske poveznice
- eunwp.eu